# Serrivomer garmani
Serrivomer garmani är en fiskart som beskrevs av Bertin, 1944. Serrivomer garmani ingår i släktet Serrivomer och familjen Serrivomeridae. Inga underarter finns listade i Catalogue of Life.